# Briceño (Antioquia)
Briceño è un comune della Colombia facente parte del dipartimento di Antioquia.
Il centro abitato venne fondato dal generale Manuel José Briceño nel 1886, quando si accampò nella zona con le sue truppe, con il nome Cañaveral; venne successivamente chiamato Nueva Granada ed assunse successivamente l'attuale denominazione in onore del suo fondatore.